# Drusus adustus
Drusus adustus là một loài Trichoptera trong họ Limnephilidae. Chúng phân bố ở miền Cổ bắc.